# John Hansen (atlet)
 For alternative betydninger, se John Hansen. (Se også artikler, som begynder med John Hansen)
John Hansen (født 13 marts 1917-?) var en dansk politimand og atlet.
John Hansen statede karrieren i Helsingør Idrætsforening. Han blev politimand og skiftede til Politiets Idrætsforening i København 1944.
John Hansen var en af de store danske spydkastere i 1940'erne og 1950'erne. Han forbedrede han den sjællandske rekord seks gange, hvoraf de to sidste i 1942 tillige var danske rekorder først 62,24 og tre uger senere kastede han 64,38 ved DM, et resultat som gav ham en 25. plads på verdensranglisten det år. Fra 1940 til 1947 blev han dansk mester i spyd hvert eneste år og vandt totalt elve DM. Han repræsenterede også Danmark i flere landskampe.

## Danske mesterskaber
- Guld 1955 Spydkast 61,73
- Bronze 1954 Spydkast 56,37
- Bronze 1953 Spydkast 58,92
- Guld 1952 Spydkast 61,17
- Bronze 1951 Spydkast 58,38
- Bronze 1950 Spydkast 59,91
- Guld 1949 Spydkast 61,45
- Sølv 1948 Spydkast 58,95
- Guld 1947 Spydkast 60,55
- Guld 1946 Spydkast 61,89
- Guld 1945 Spydkast 62,79
- Guld 1944 Spydkast 61,49
- Guld 1943 Spydkast 58,55
- Guld 1942 Spydkast 64,38
- Guld 1941 Spydkast 59,87
- Guld 1940 Spydkast 58,72
- Sølv 1939 Spydkast 55,10
- Sølv 1938 Spydkast 57,54

## Personlige rekorder
- Spydkast: 64,38 Østerbro Stadion 17. augugust 1942